# Суслы (Саратовская область)
Суслы (нем. Herzog) — упразднённое село в Советском районе Саратовской области. Исключено из учётных данных в 1996 году.

## География
Село располагалось на правом берегу реки Большой Караман чуть ниже устья реки Суслы.

## История
Основано в 1766 году как немецкая колония Герцог. Официальное русское название — Суслы. Первые поселенцы — 32 семьи из Баварии. Вызывательская колония Леруа и Питета. В 1774 году подверглась набегу киргиз-кайсаков. Относилась к Тонкошуровскому округу (с 1871 года — Тонкошуровской волости) Новоузенского уезда Самарской губернии
Село относилось к католическим приходам Мариенталь, Роледер. В 1904 году основан самостоятельный приход Герцог.
По состоянию на 1857 год земельный надел составлял 3433 десятин (на 122 семьи). В 1891 году несколько семей эмигрировали в Америку.
С 1921 года — в составе Антоновского района, с 1922 года Тонкошуровского кантона (в 1927 году переименован в Мариентальский кантон) Трудовой коммуны, с 1923 года АССР немцев Поволжья. В голод 1921 года родились 159 человек, умерли — 226. По состоянию на 1926 год в селе имелись кооперативная лавка, сельскохозяйственное кооперативное товарищество, начальная школа, сельсовет.
В 1927 году постановлением ВЦИК «Об изменениях в административном делении Автономной С. С. Р. Немцев Поволжья и о присвоении немецким селениям прежних наименований, существовавших до 1914 года» селу Суслы Мариентальского кантона присвоено название Герцог.
В 1932 году часть жителей была депортирована в Караганду.
28 августа 1941 года был издан Указ Президиума ВС СССР о переселении немцев, проживающих в районах Поволжья, население было депортировано. Село, как и другие населённые пункты Мариентальского кантона, было включено в состав Саратовской области. Впоследствии вновь переименовано в Суслы.
Село исчезло к 1980 годам.

## Население
Динамика численности населения по годам:
| 1767 | 1773 | 1788 | 1798 | 1816 | 1834 | 1850 | 1859 | 1889 | 1897 | 1905 | 1910 | 1920 | 1922 | 1926 | 1931 | 1987 |
| ---- | ---- | ---- | ---- | ---- | ---- | ---- | ---- | ---- | ---- | ---- | ---- | ---- | ---- | ---- | ---- | ---- |
| 114  | 141  | 142  | 196  | 364  | 642  | 966  | 1290 | 1383 | 1393 | 2010 | 1953 | 2136 | 1066 | 1427 | 1507 | 10   |

В 1931 году немцы составляли 99 % населения села.

## Персоналии
В селе родились:
- Брунгардт, Вильгельм Бальтазарович — российский писатель.
- Вейгель, Пётр Иванович — католический священник.

## Фотографии

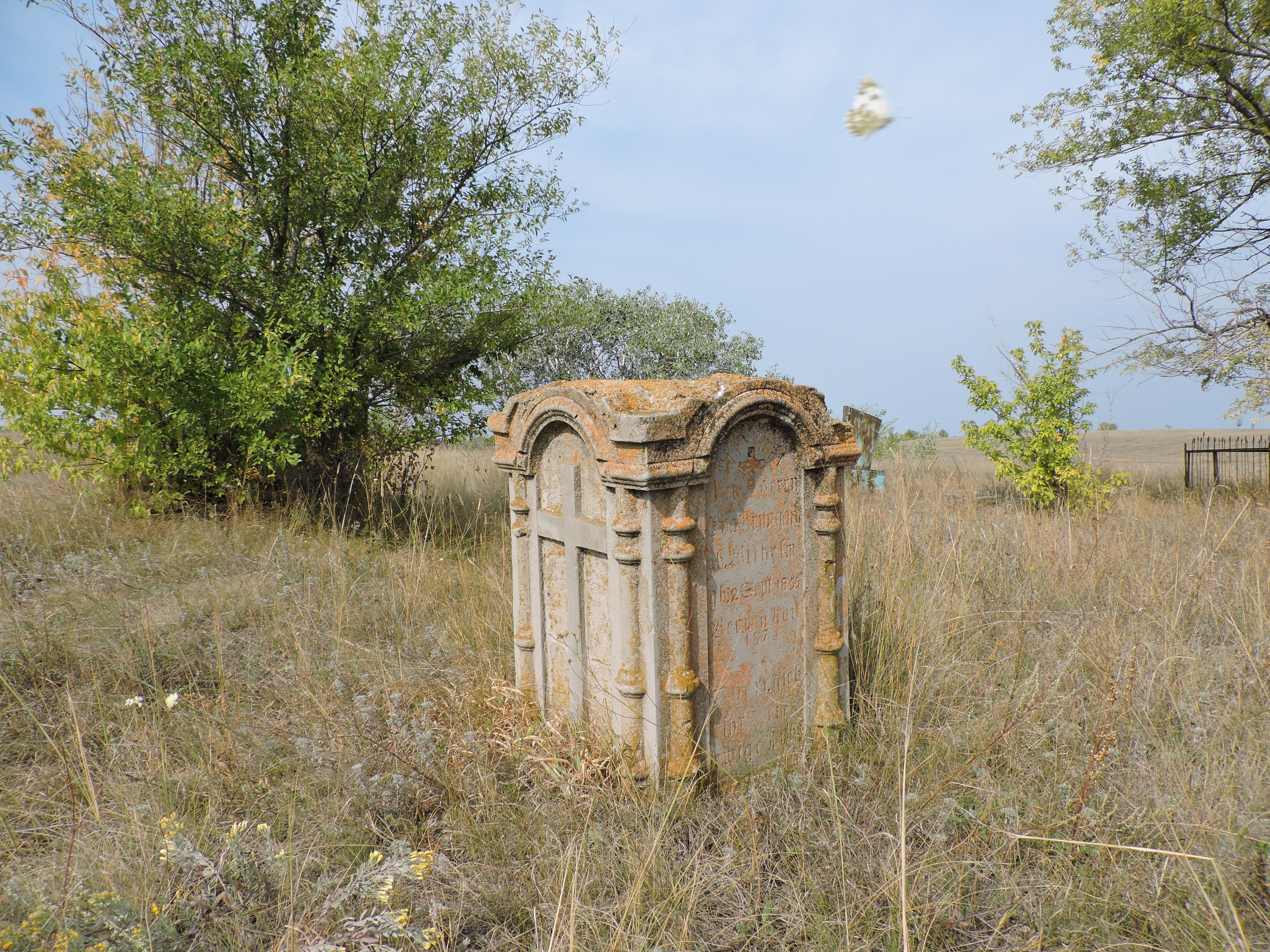
Руины немецкого кладбища принадлежавшего колонии Герцог
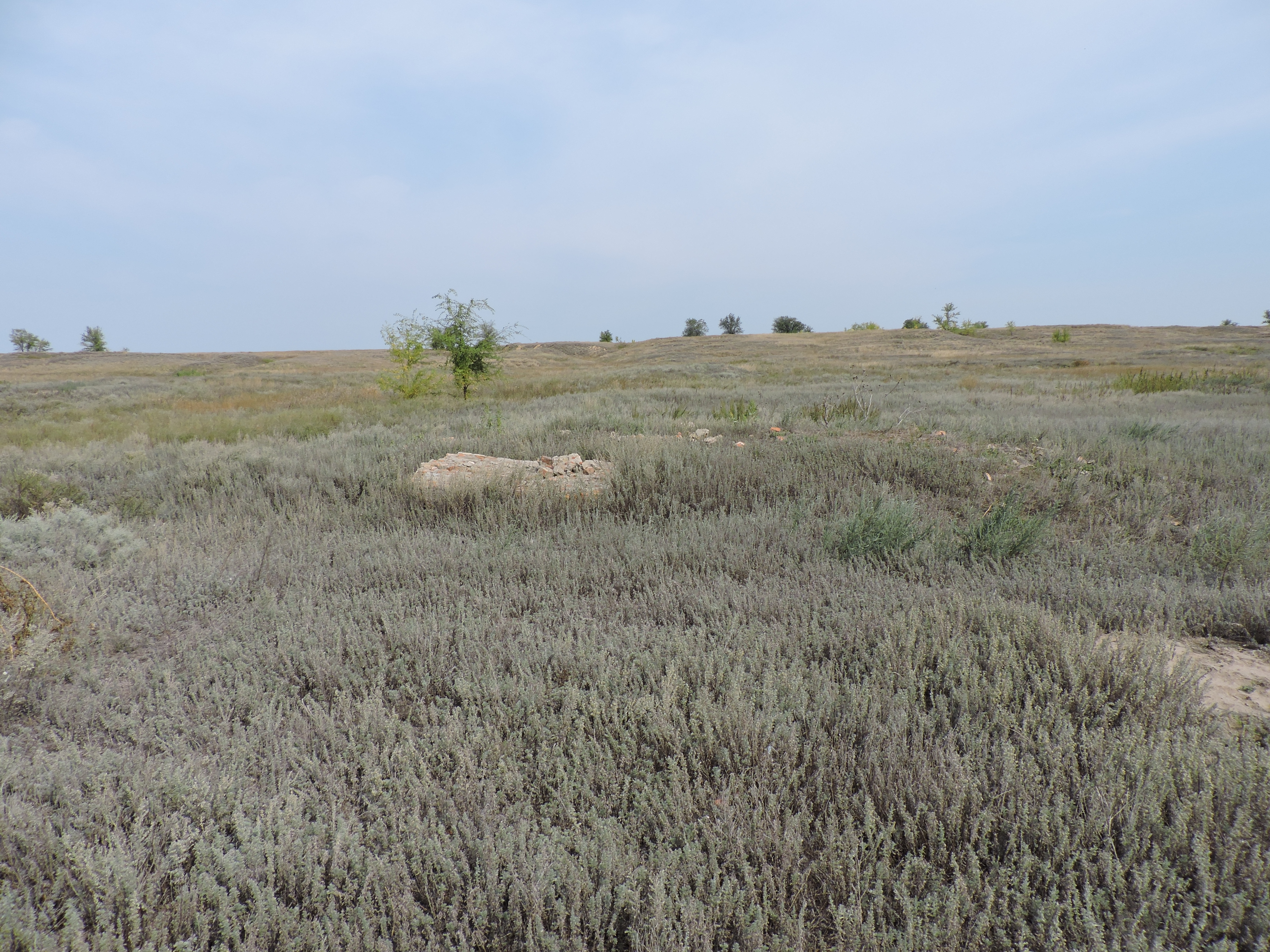
Всё, что осталось от домов бывшего села
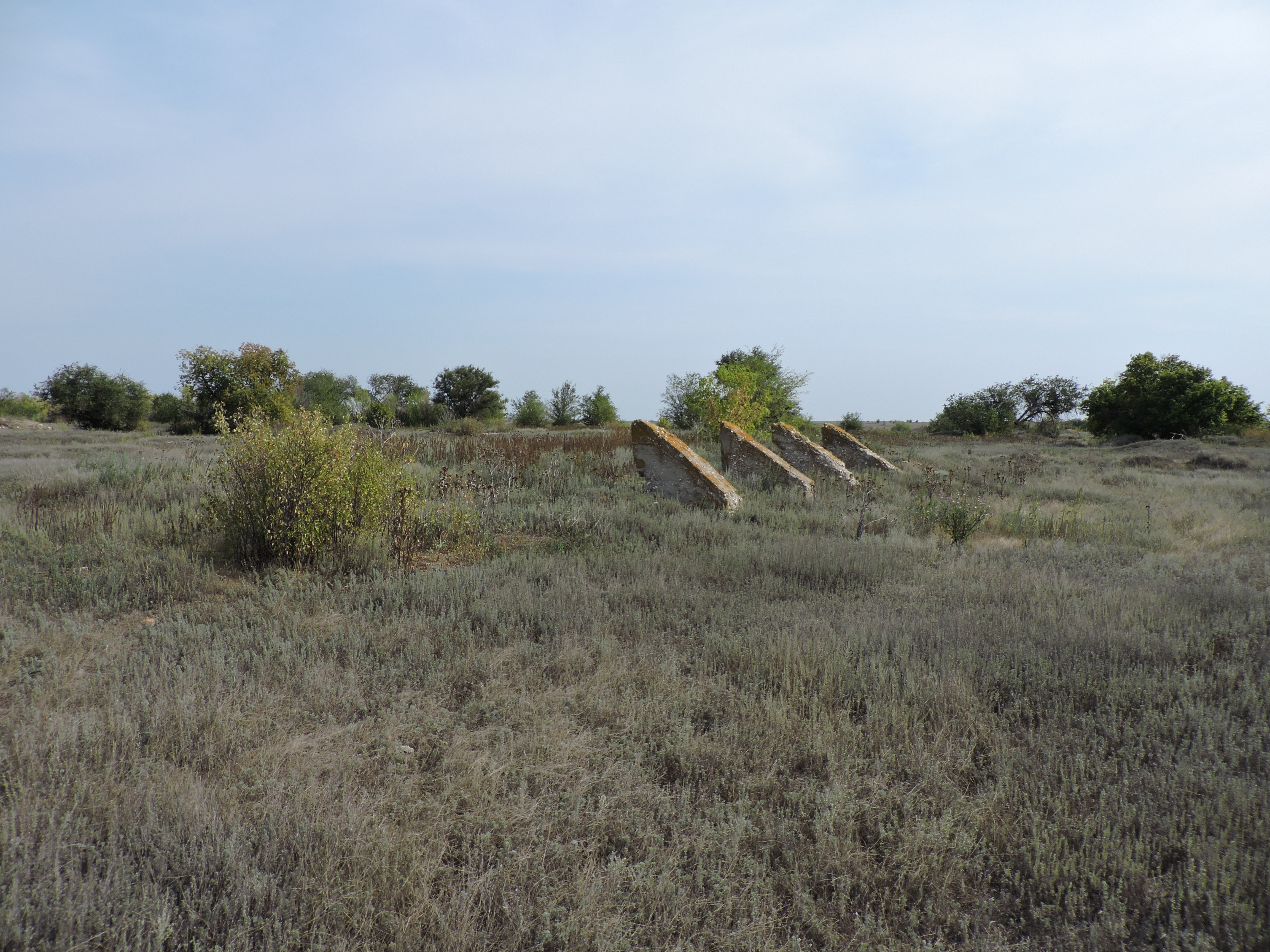
Руины загонов на окраине